# Гарбуз велетенський
Гарбуз велетенський, або гарбуз волоський, або гарбуз великоплідний (лат. Cucūrbita māxima) — однорічна культурна рослина, вид роду гарбуз родини гарбузових (Cucurbitaceae).
Плоди велетенського гарбуза — найбільші в рослинному світі.

## Історія
Батьківщиною велетенського гарбуза є Південна Америка, гірська система Анд. Тут вона називається запалло. Дика форма цієї рослини виростала на території нинішніх Аргентини й Уругваю. У доколумбовий час такий гарбуз культивувався місцевими індіанцями в північній Аргентині, південному Перу, північному Чилі і в Болівії. У XV столітті, з розширенням території імперії Інків, велетенський гарбуз починає вирощуватися і на півночі Південної Америки. У XVIII столітті ця рослина була завезена в США і отримала визнання серед жителів Нової Англії. Cucurbita maxima вирощується по всьому світу, але особливо улюбленою є в Південній Америці, Європі, США, Індії, на Філіппінах і в Південній Африці.

## Ботанічний опис

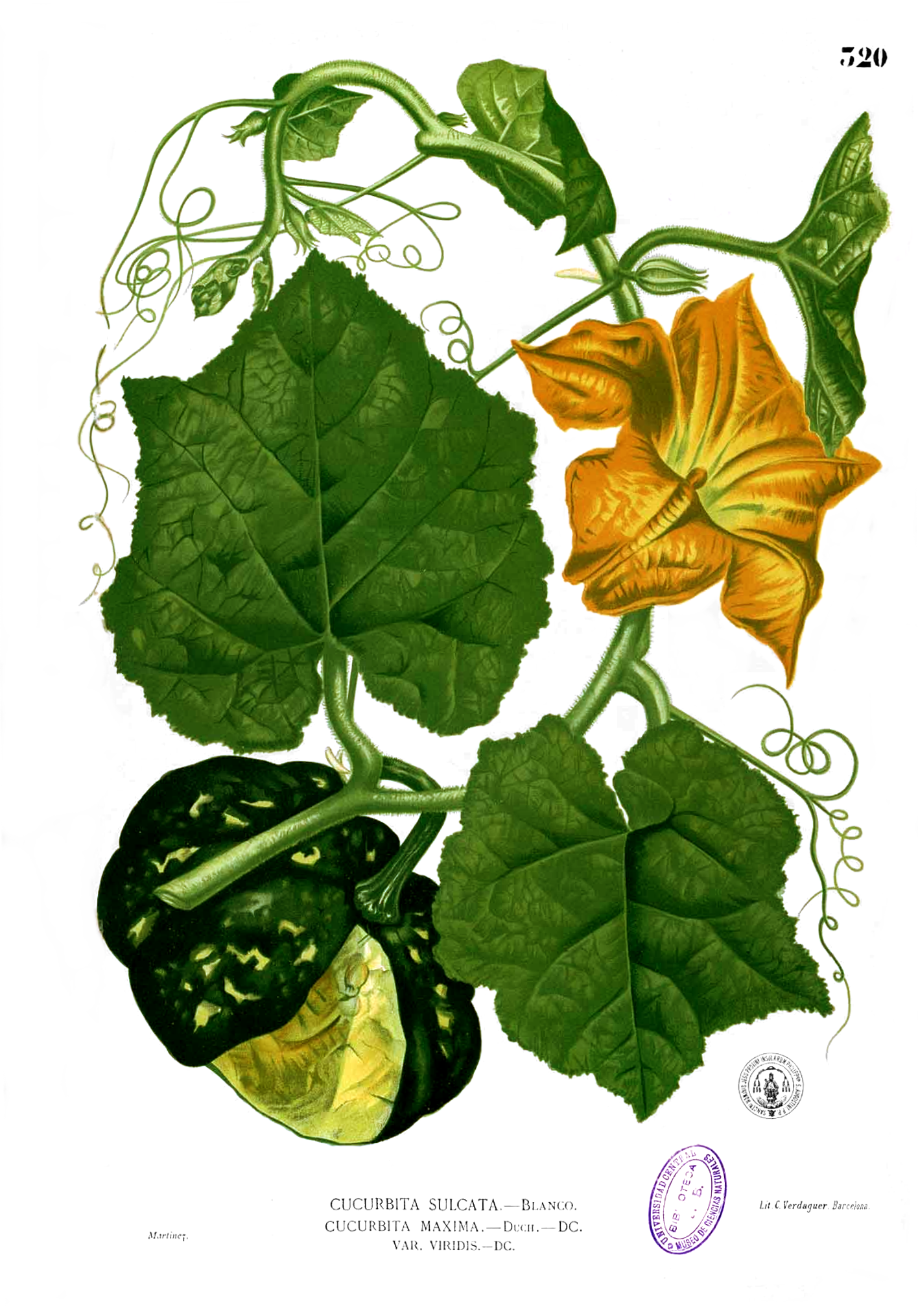

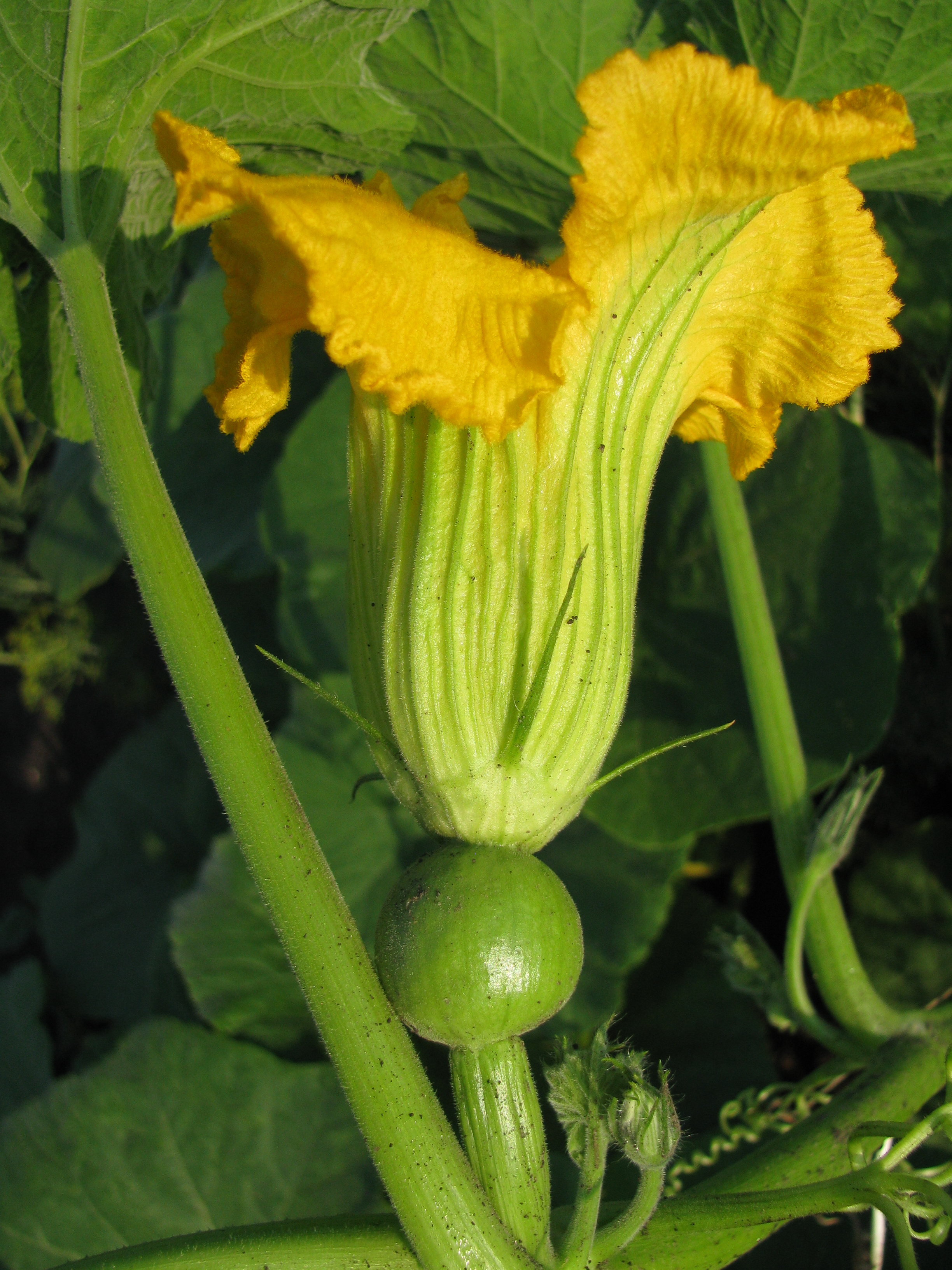
Жіноча квітка

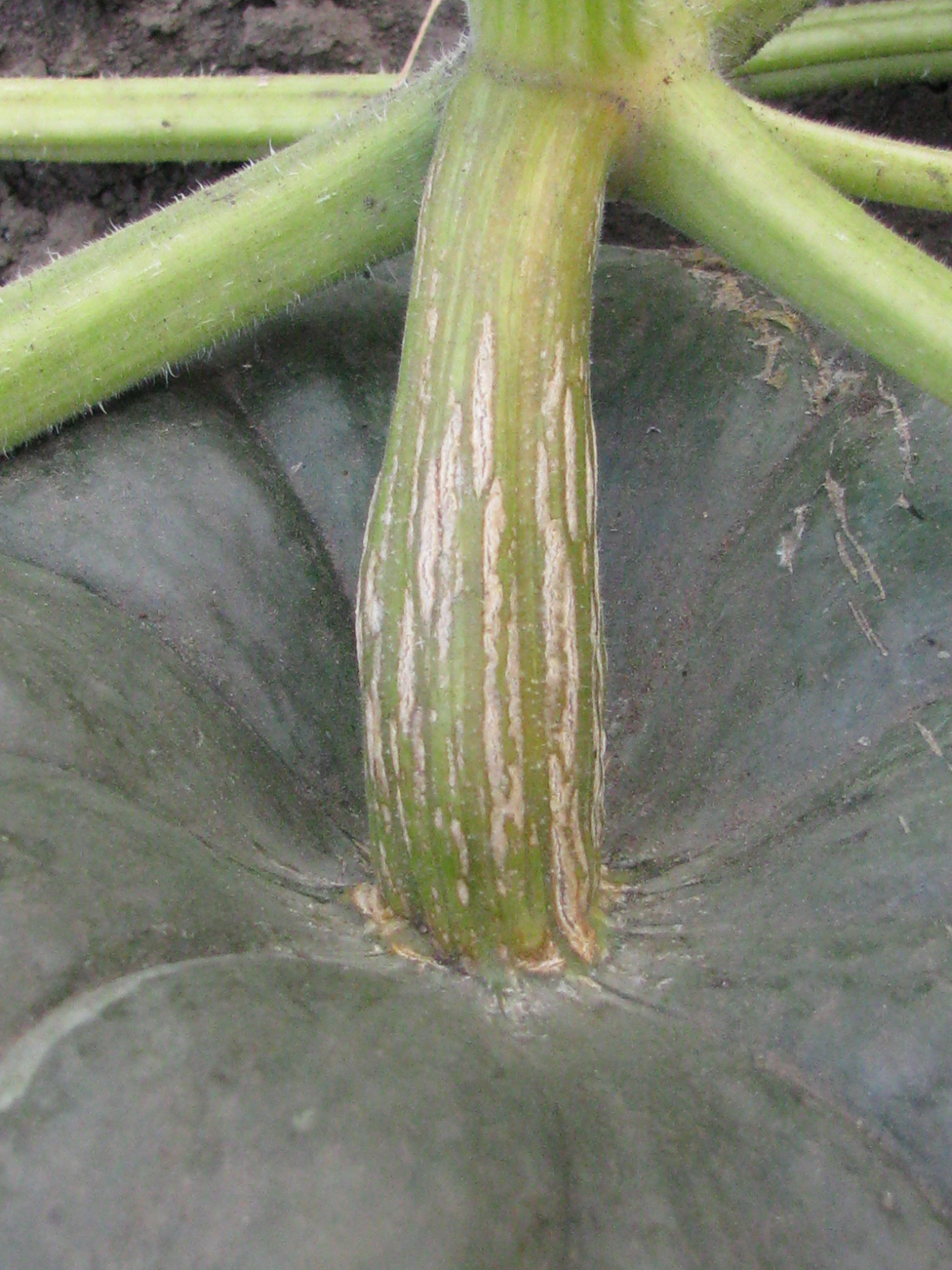
Плодоніжка

Велетенський гарбуз — однорічна рослина з довгими повзучими пагонами. Деякі сорти мають укорочене стебло, через що їх умовно називиють «кущовими». В Україні селекцією гарбуза великоплідного займався селекціонер Галка Олексій Титович, який створив перший кущовий сорт Валок.
Листки рослини мають приблизно округлу форму.
Віночки пелюсток квітки рослини вивернуті назовні.
Плоди велетенського гарбуза вкриті у молодому віці м'якою шкіркою, що дає їм можливість виростати до велетенських розмірів. Вони можуть важити до кількох сотень кілограмів. Їхній колір — помаранчевий, червоний, зелений або сірий, поверхня може бути гладкою, або ребристою. Форма буває округлою та овальною. Насіння цього гарбузу — велике, товсте, біле чи коричневе, гладке. Плодоніжка коротка, губчаста, майже циліндричної форми і не колюча, на відміну від гарбуза звичайного. Від гарбуза мускатного відрізняється тим, що плодоніжка не має при основі розширення і не проникає власне в плід. Стебло м'яке й має округлу форму. Листки не м'ясисті й м'які. Колір насіння — від білого до коричневого, часто потовщене, без чіткого вираження рубчика.

## Ботанічна класифікація
Існує низка підвидів (групи сортів) велетенського гарбуза:
- Banana: подовжені плоди, загострені на кінцях, зі світло-блакитною, рожевою або помаранчевою шкірою та яскраво-помаранчевою м'якоттю;
- Delicious: тюрбаноподібні плоди, трохи рифлена поверхня, дуже тверда шкірка плоду, біле насіння;
- Hubbard: овальні плоди, скорочення «шийки» на обох кінцях, дуже тверда кірка плоду, біле насіння. Має великі, овальні плоди, добре зберігаються, мають високу якість. Цей підвид був завезений до Нової Англії з Південної Америки 1856 року;
- Marrow: форма плоду — округла або грушоподібна, звужується до країв і до основи, білі насіння;
- Show: великі, жовтогарячі плоди з білою шкіркою і білими насінням;
- Turban: тюрбаноподібні плоди. Деякі сорти цієї групи (наприклад, 'Buttercup') є так званими «зимовими гарбузами». Колір м'ясистої частини плоду — темно-зелений. Ці гарбузи широко поширені й можуть довго зберігатися.

## Особливості технології вирощування
Вирощують в усіх кліматичних зонах України, як на великих площах, так і на присадибних ділянках.
Добрим попередником для гарбуза є озимина. Тоді, як сам гарбуз є добрим попередником для усіх сільськогосподарських культур, у тому числі й для овочевих (окрім огірка, кабачка, кавуна та дині).
Рослини дуже тепловимогливі, і не переносять весняних і осінніх приморозків. У Степу починають висівати у першій декаді травня, а на Прикарпатті та Поліссі — у третій декаді.
Схема сівби: для сортів з довгим стеблом — 1,4×1,4 м, 2,1×1,4 м; для кущових — 1,4×0,7 м.
Догляд полягає у міжрядних обробітках і видаленні бур'янів.
Терміни достигання залежать від сорту. Плоди збирають до настання перших осінніх приморозків. Під час збирання плодів звертають увагу на те, щоб не відривалася плодоніжка. Плоди спочатку переносять під навіси, де вони проходять процес підготовки до тривалого зберігання (вони впродовж осені повинні втратити до 10 — 15 % власної маси).
Зберігають у сухому теплому приміщенні за температури не нижче 15 градусів тепла за доброго вентилювання.
Під час зберігання деякі сорти змінюють забарвлення шкірки, яке змінюється із сіро-зеленого на жовте, або оранжеве.

## Використання

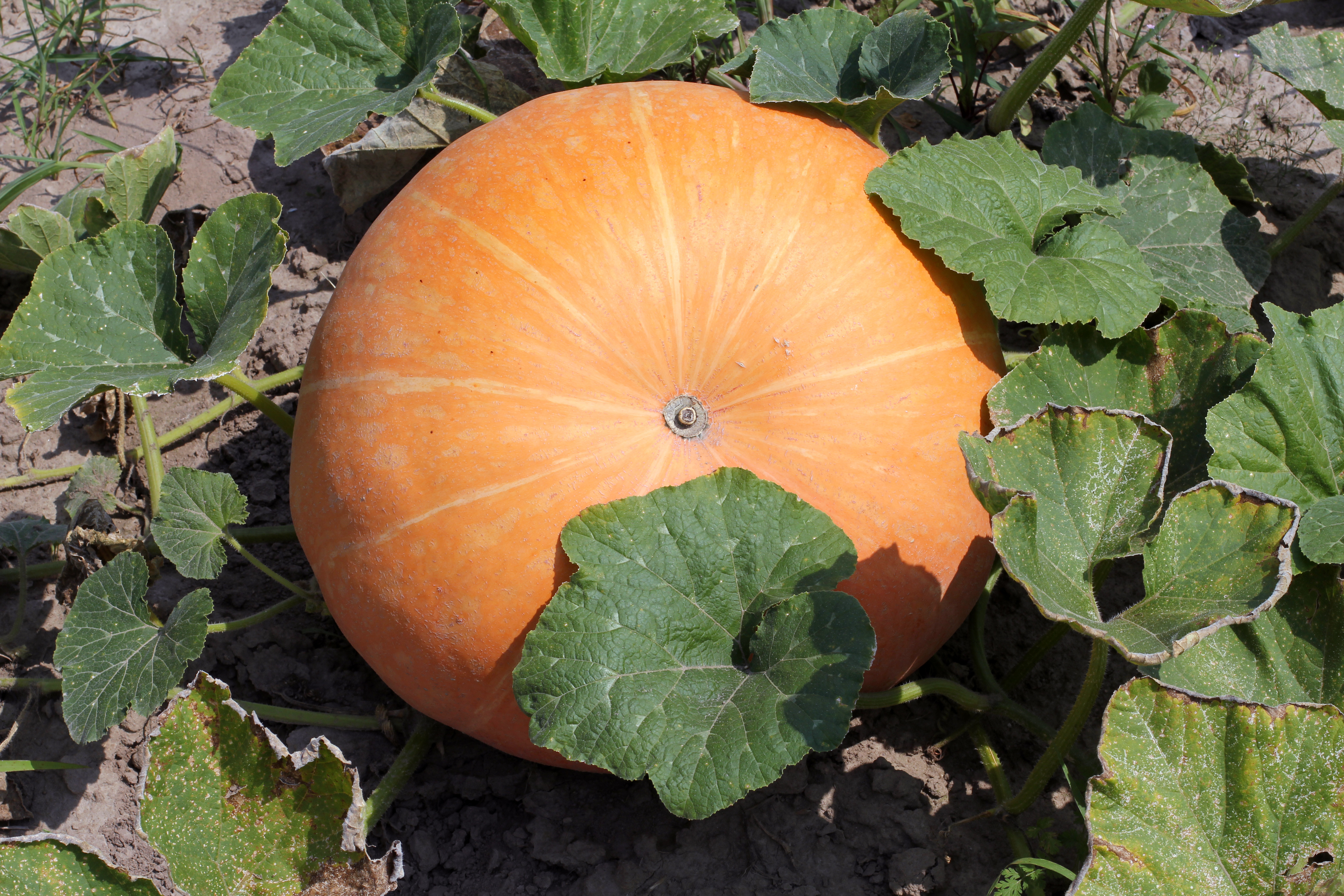

М'якуш велетенського гарбуза смачний і поживний. Він використовується для приготування начинки пирогів (pumpkin pie), консервується і може довго зберігатися при глибокому заморожуванні без погіршення якості. Завдяки тому, що м'якуш велетенського гарбуза має дуже малу волокнистість і солодкуватий смак, він ідеальний для приготування супів і каш дитячого харчування.
Велетенський гарбуз і звичайний гарбуз є одним з основних і улюблених атрибутів на свято Хелловін. Очищений й підсвічений зсередини гарбуз називається ліхтарем Джека. В Україні з часів розповсюдження гарбузів теж використовували подібним чином — восени, коли збирали урожай гарбузів, то вибирали м'якоть, робили дірки в гарбузі, прикріпляли свічку всередині і ставили вночі десь на перехресті доріг — лякати перехожих.
Гарбуз великоплідний має кілька напрямів використання. Серед сортів виділяється велика група столових з високою якістю м'якуша. Зокрема, сорт Славута має найвищий вміст каротину і зберігається до нового врожаю. Кормові сорти Народний і Валок мають малосолодкий солодкий м'якуш і використовуються для силосування із соломою. Окрім цього ці сорти мають біле велике насіння, яке цінується як сировина для олії та виготовлення ліків. Плоди із чалмоподібною формою мають декоративне значення.

## Галерея

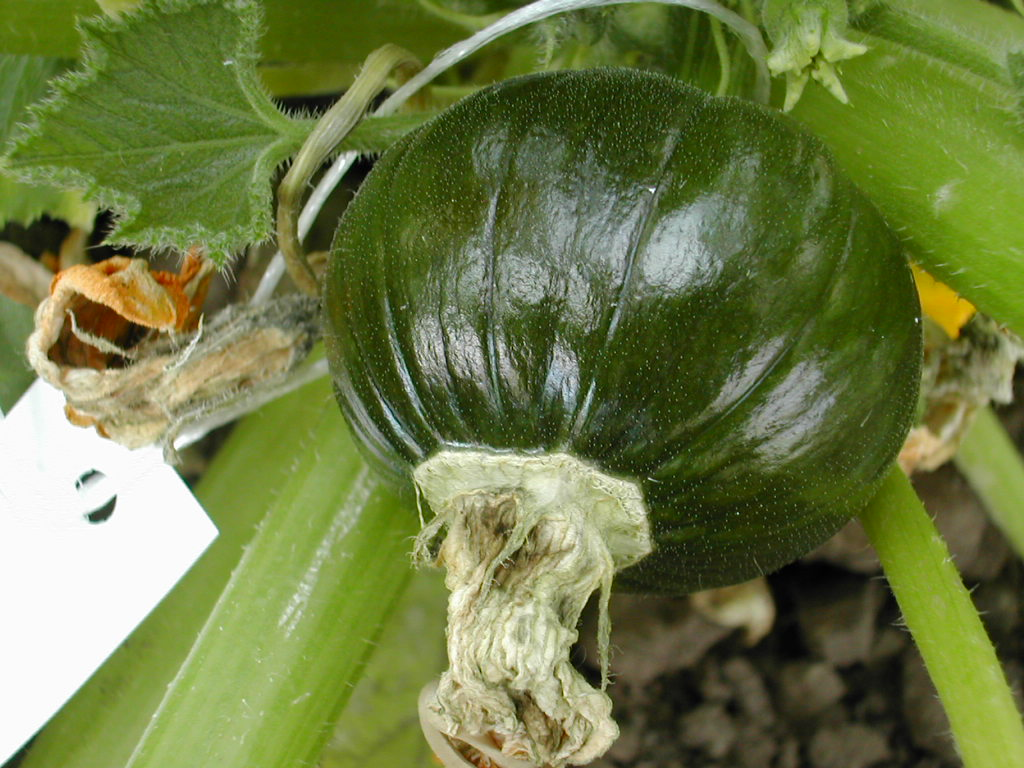
Плід типово літнього гарбуза сорту "Zapallito".
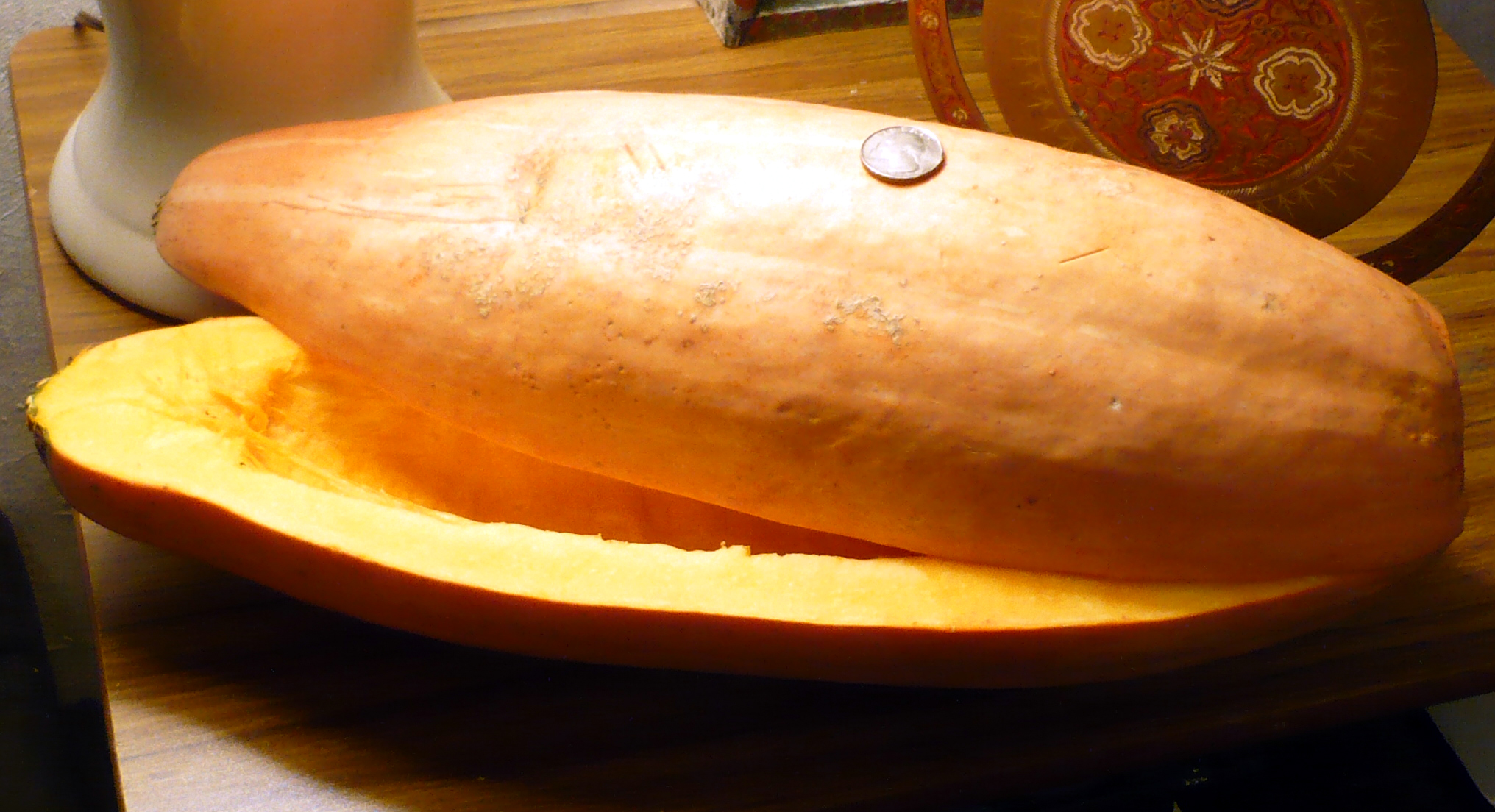
Гарбуз сорту "рожевий банан", розріз, з видаленим насінням, з монетою у чверть долара для порівняння розміру.
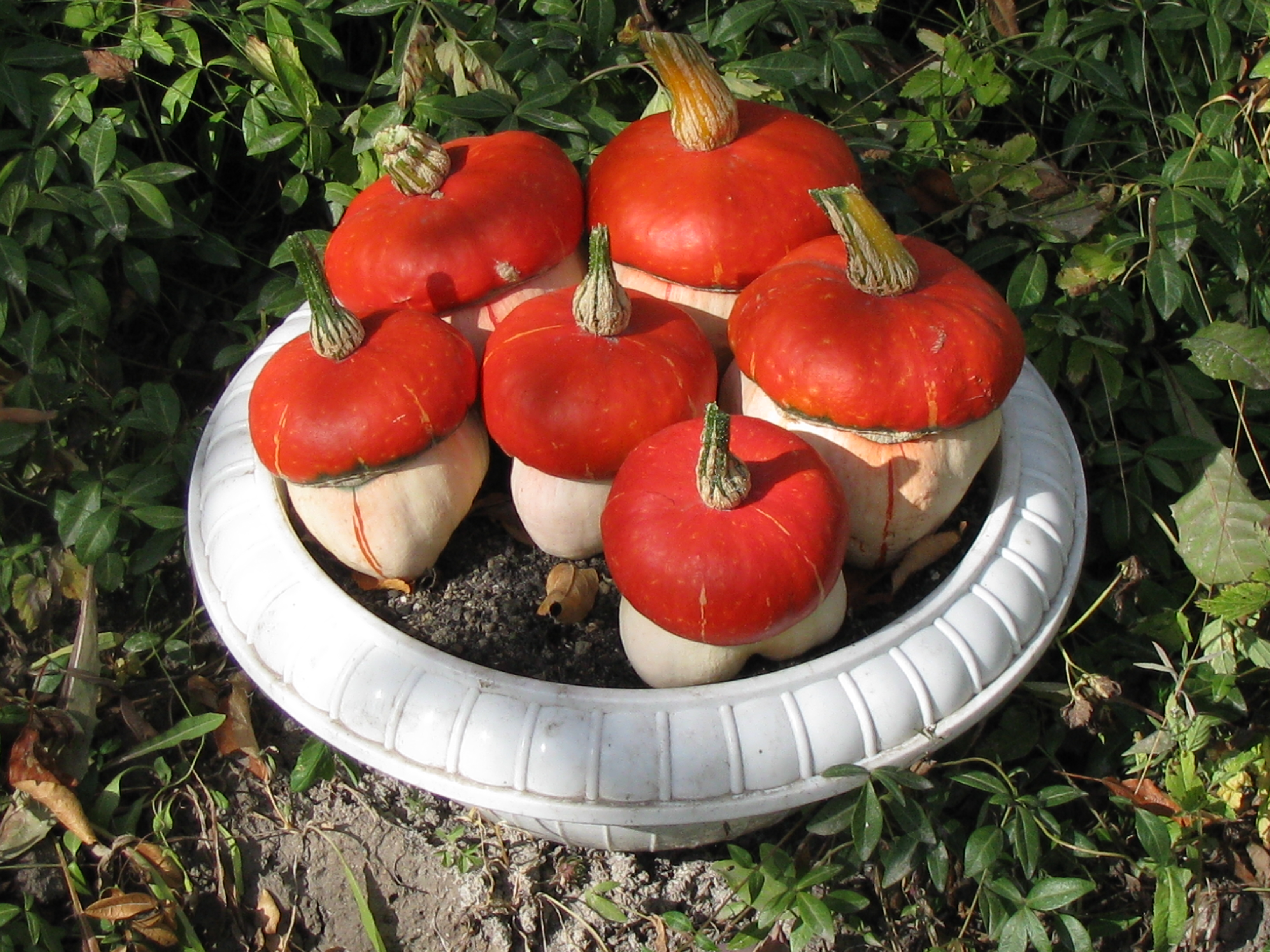
Тюрбаноподібний декоративний сорт
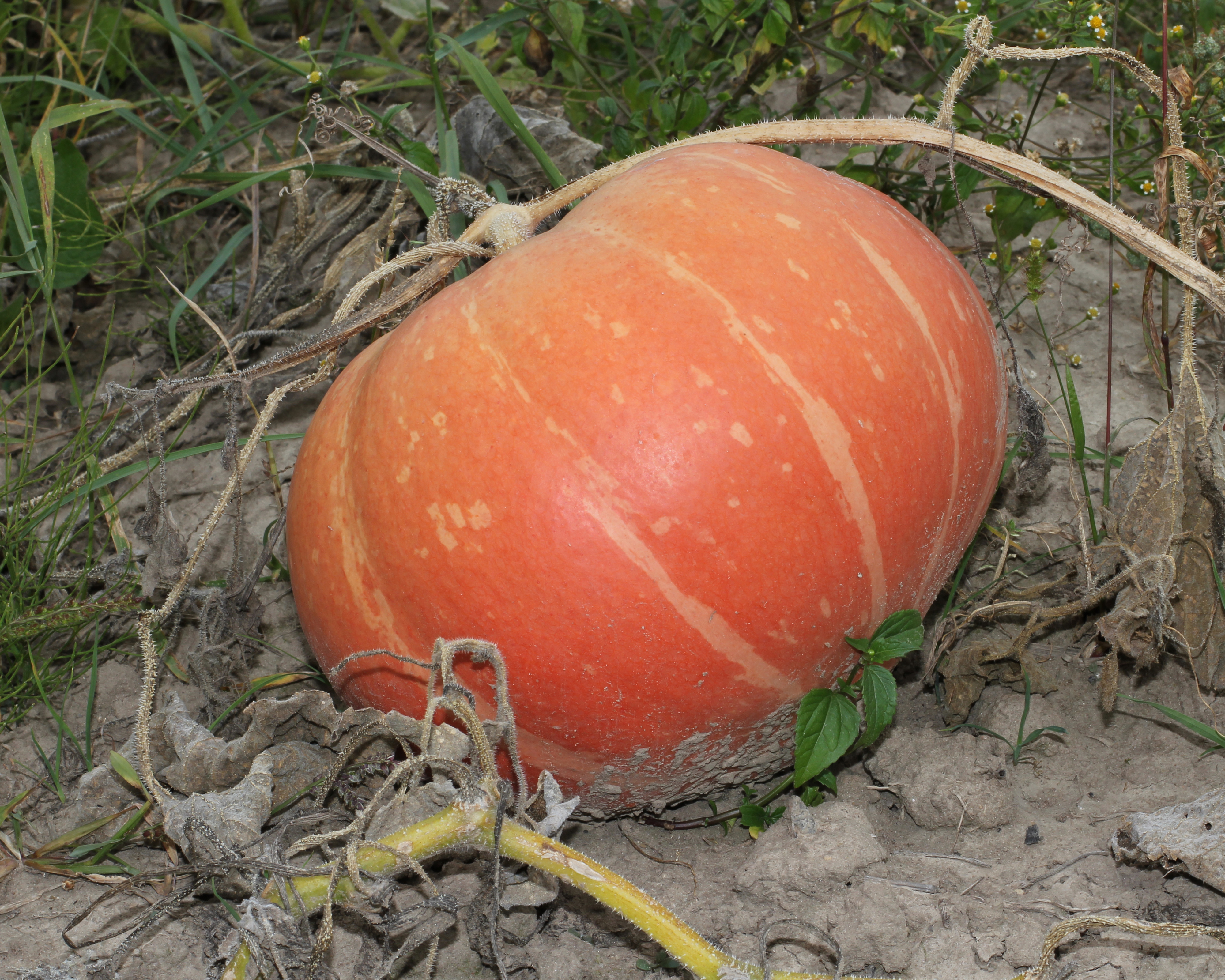
Кормовий гарбуз
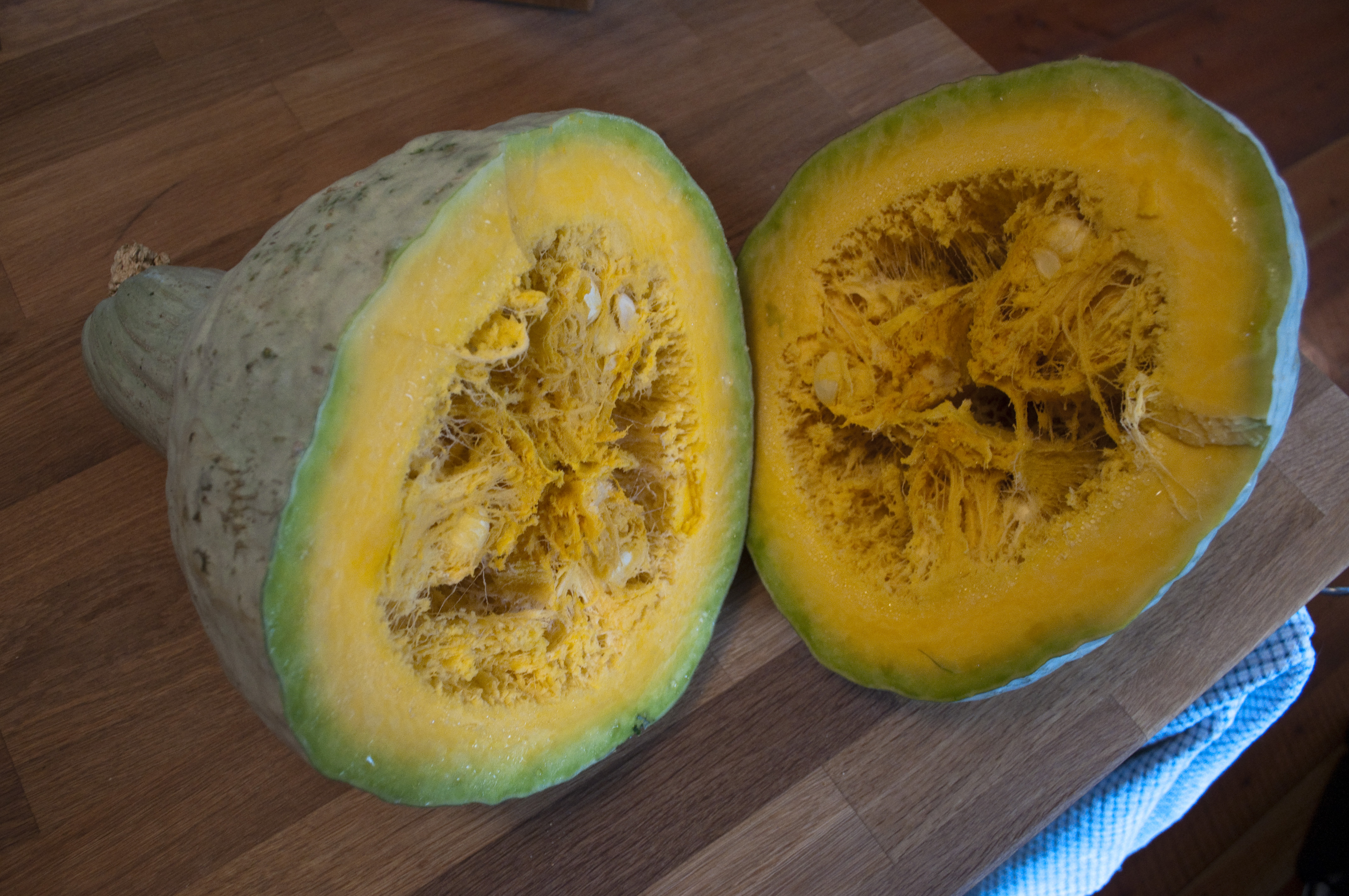
Відкритий розріз блакитного гарбуза hubbard.
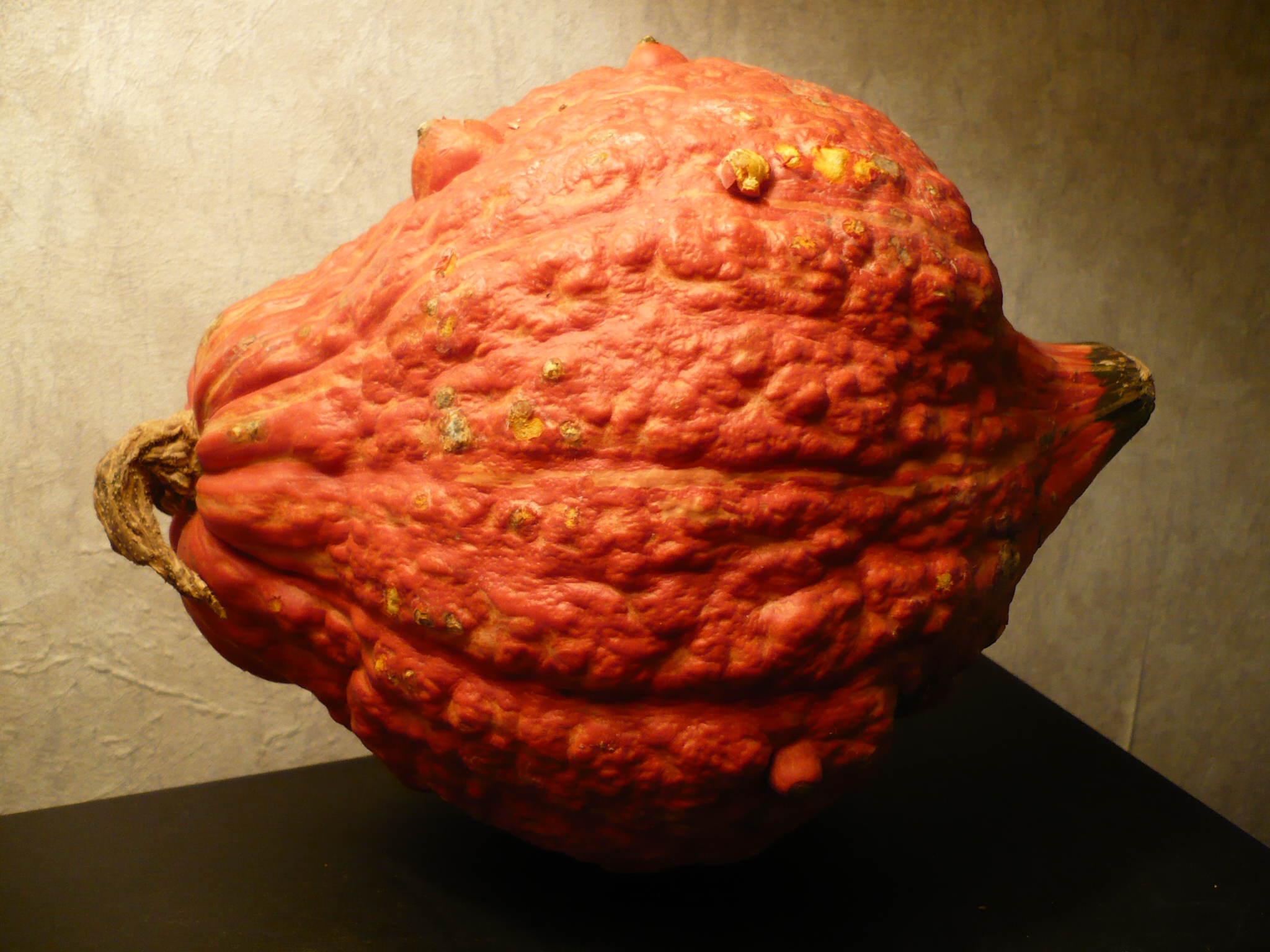
Золотий гарбуз hubbard.
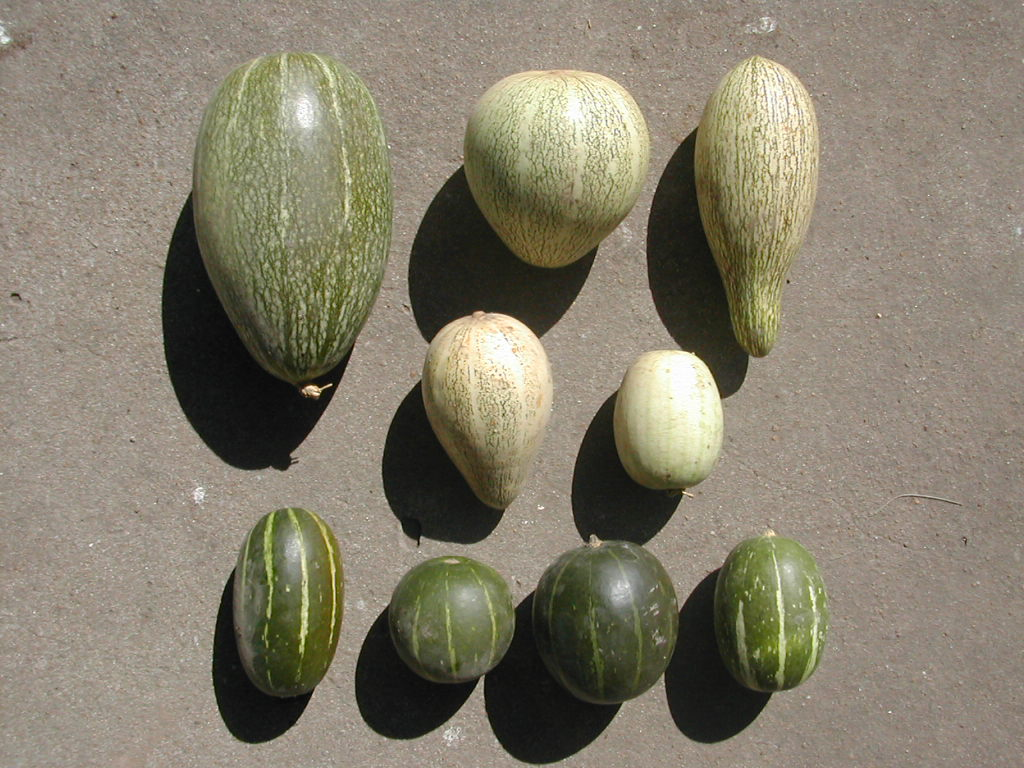
Різні плоди виду C. maxima підвиду andreana з Аргентини
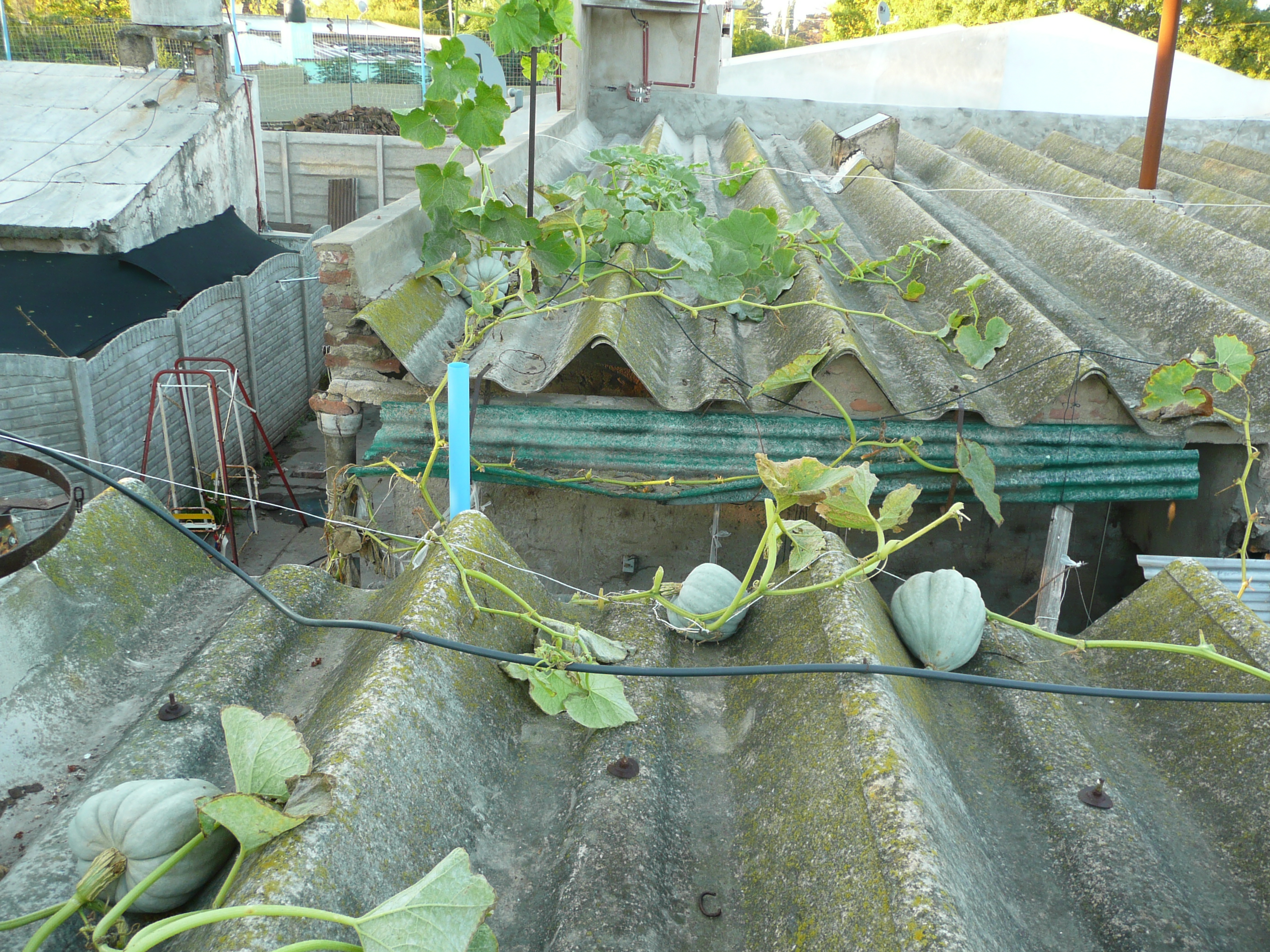
Рослина, що в'ється, росте на даху.
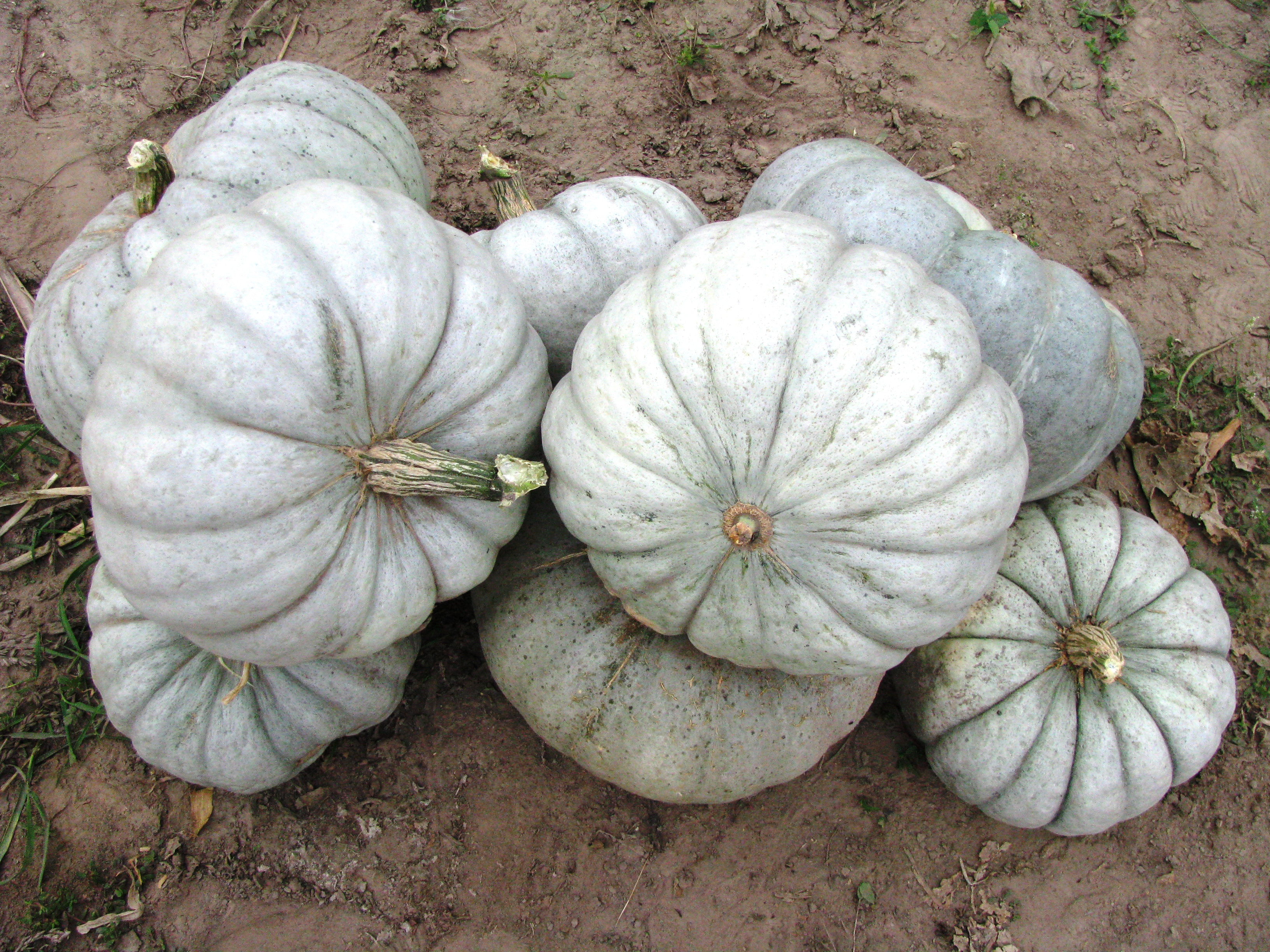
Сорт Ждана
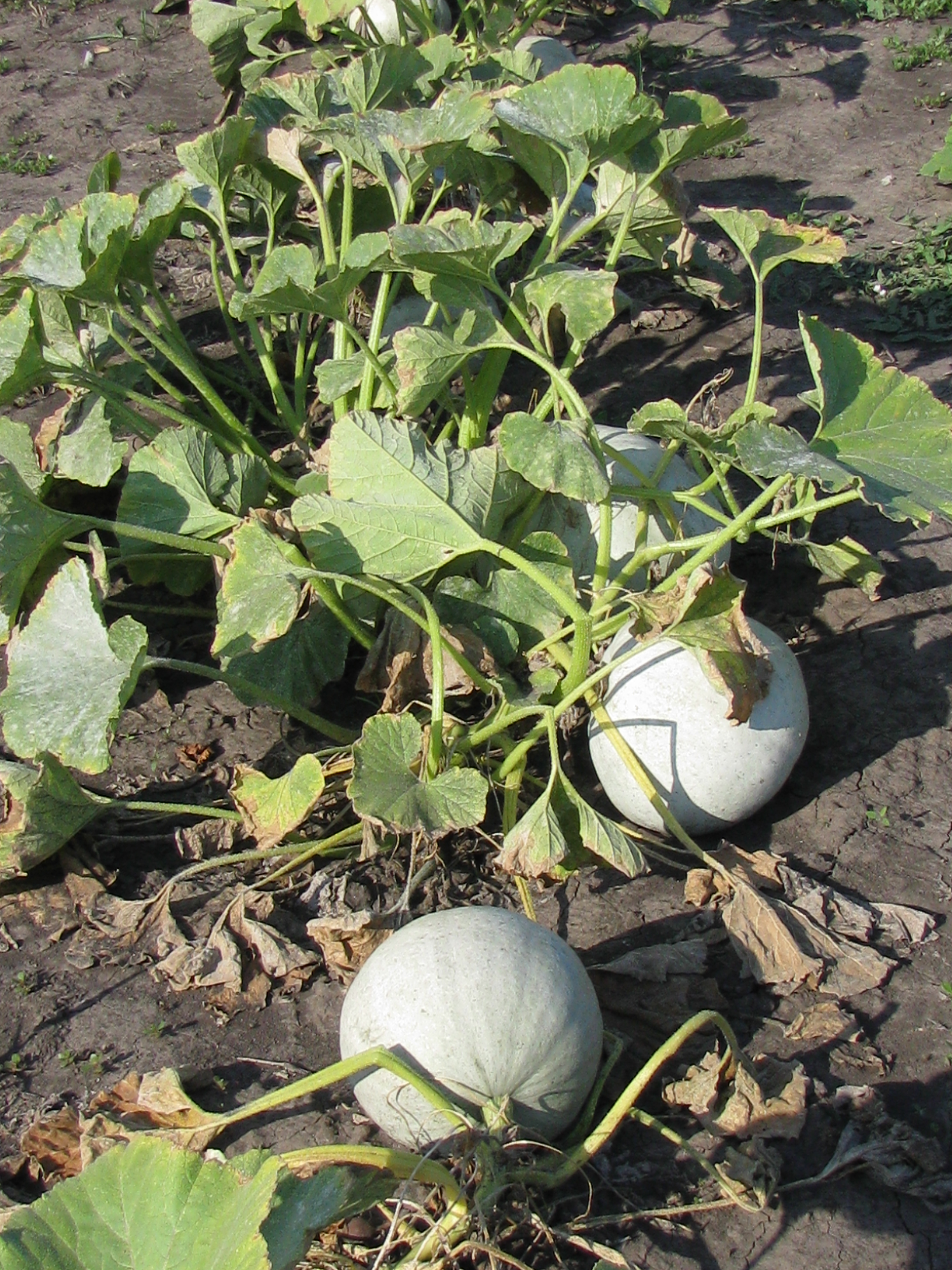
Сорт Валок
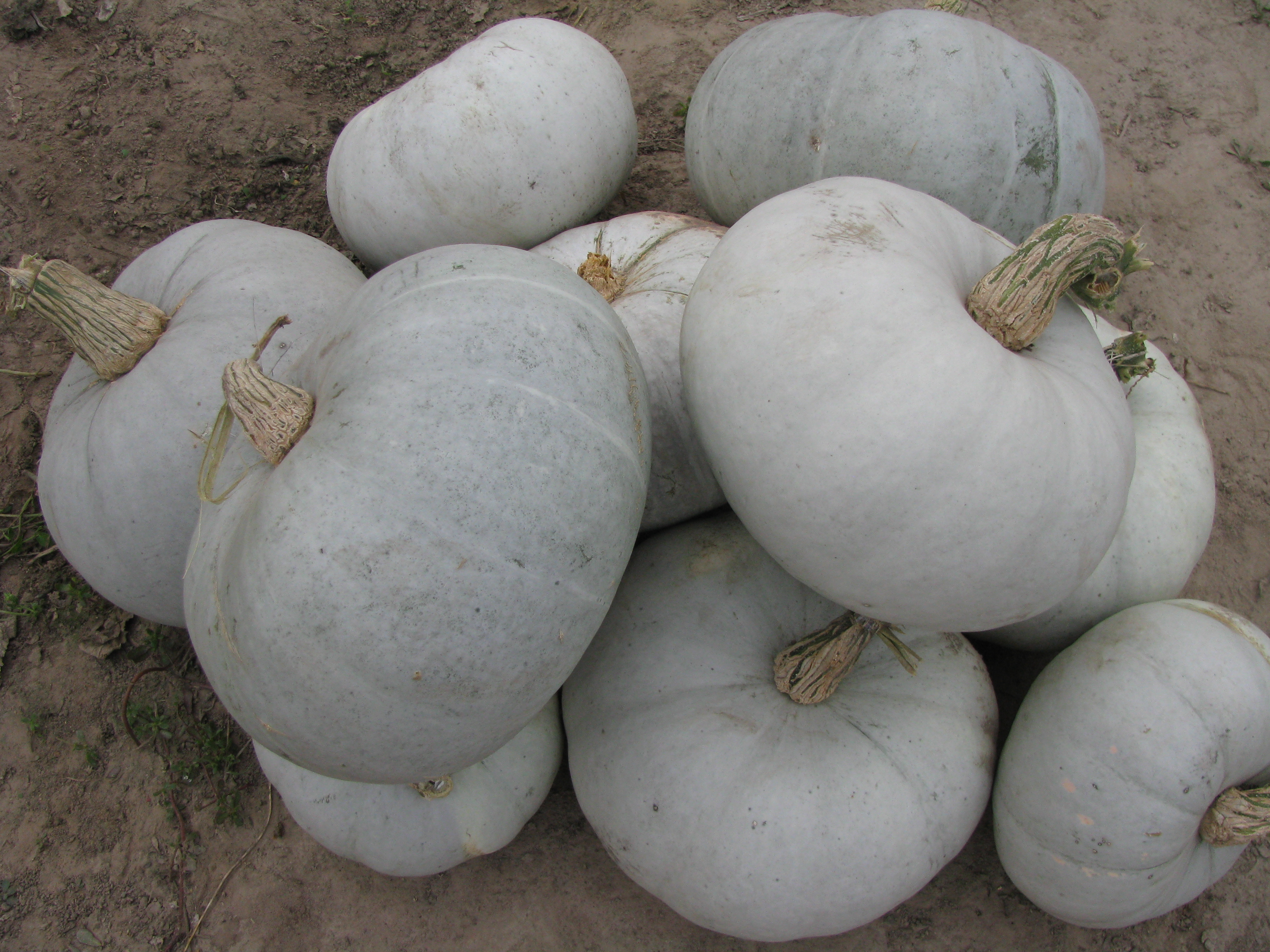
Сорт Херсонський
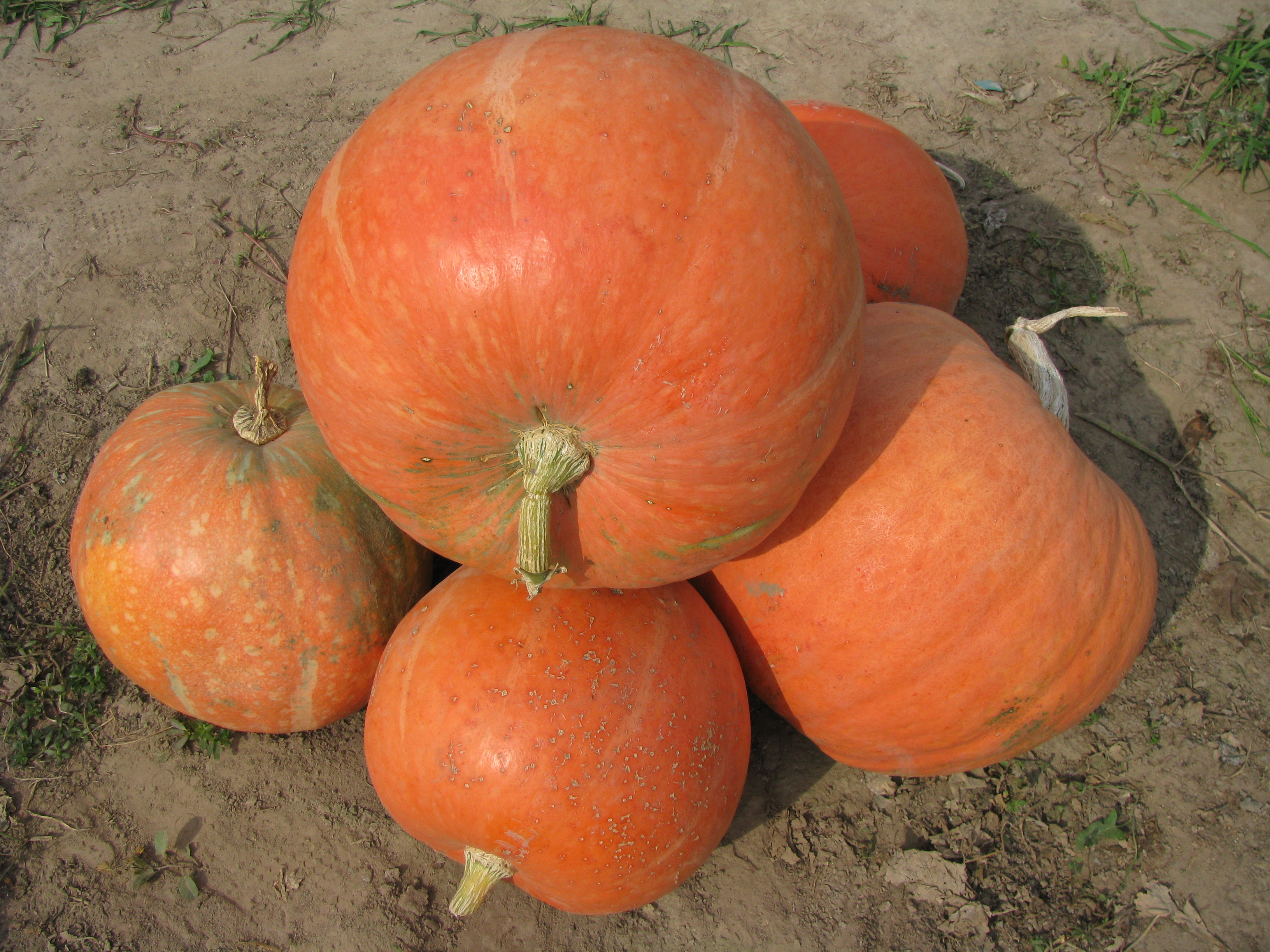
Сорт Народний
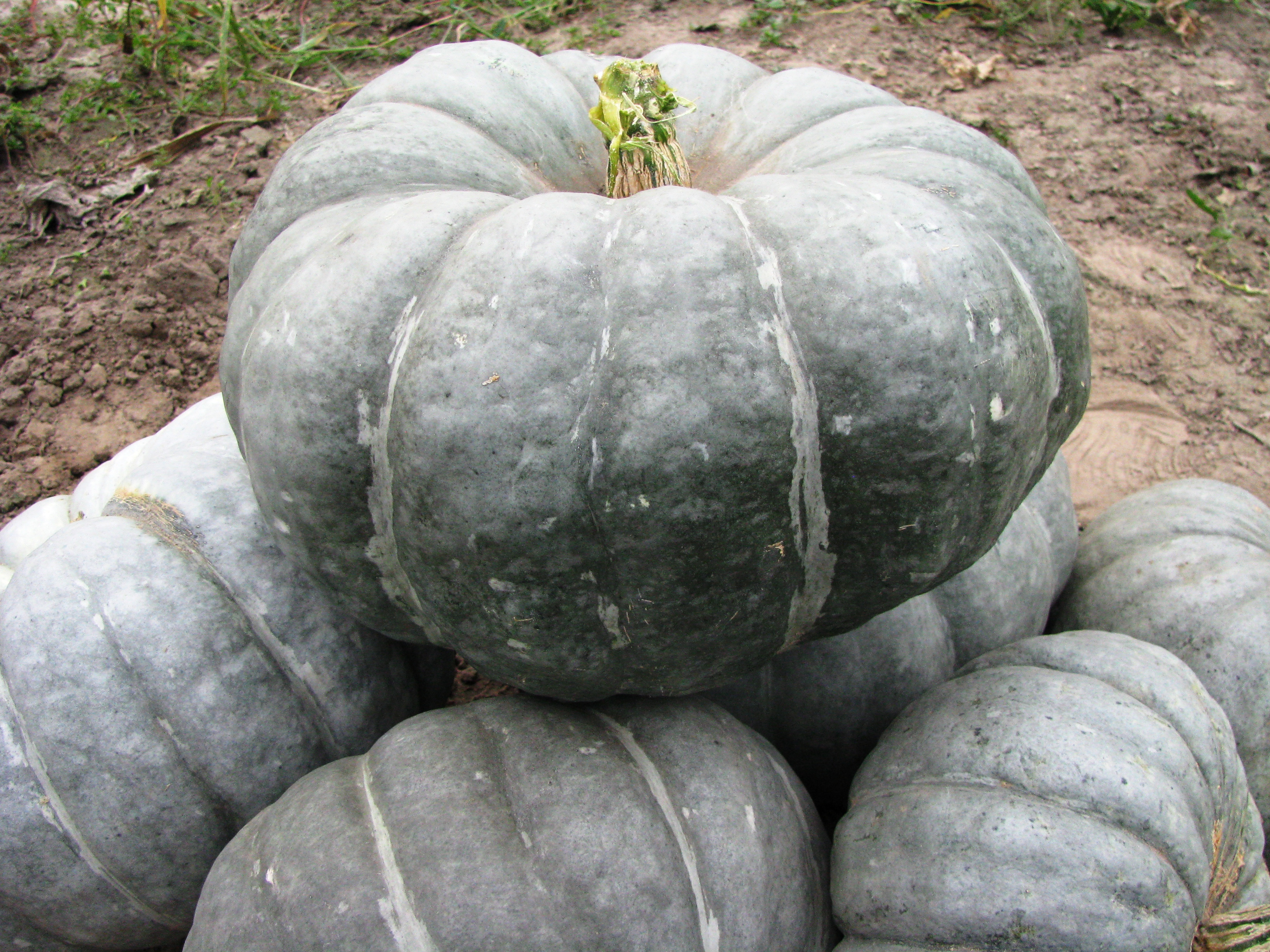
Сорт Славута
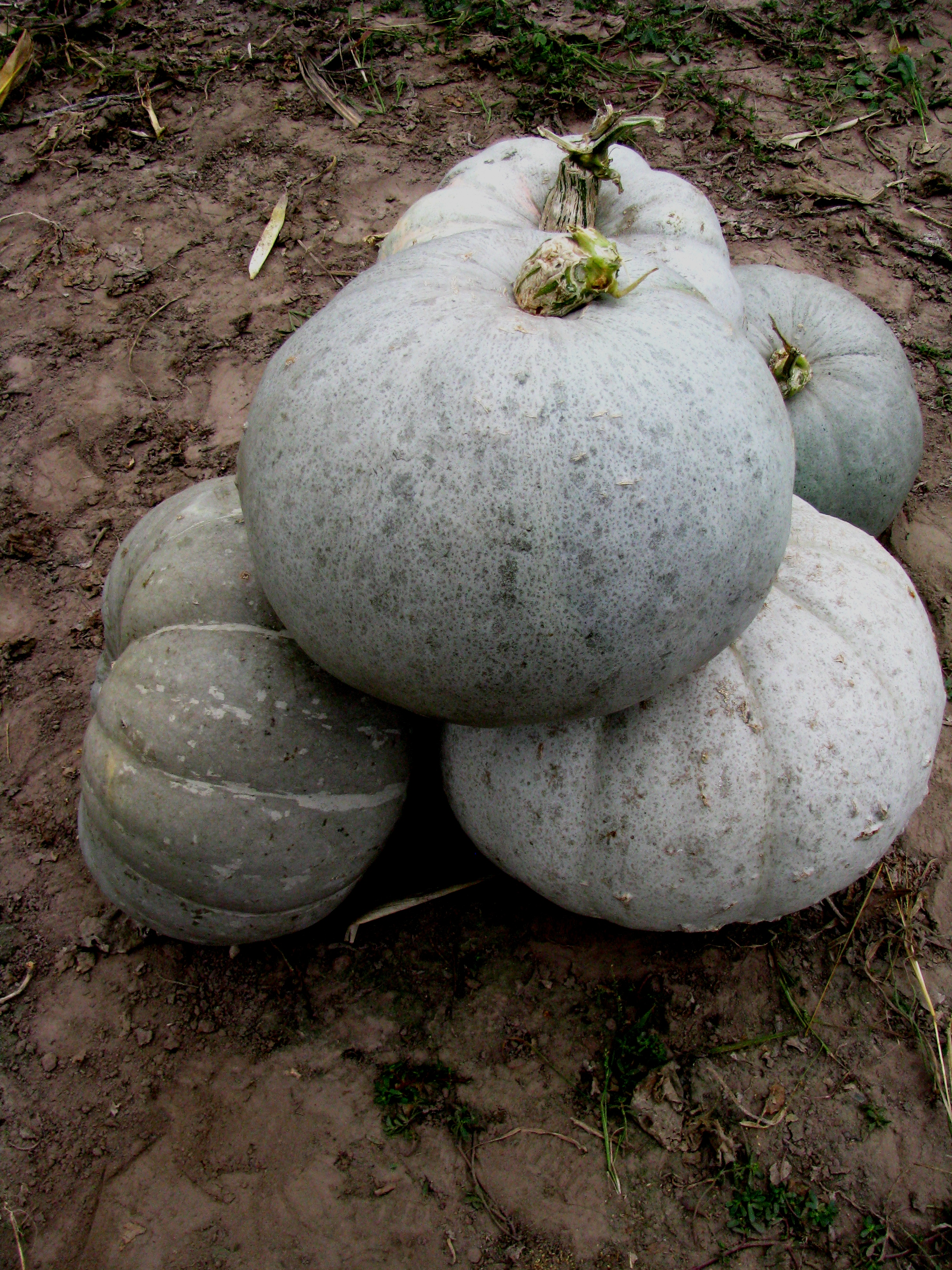
Сорт Світень
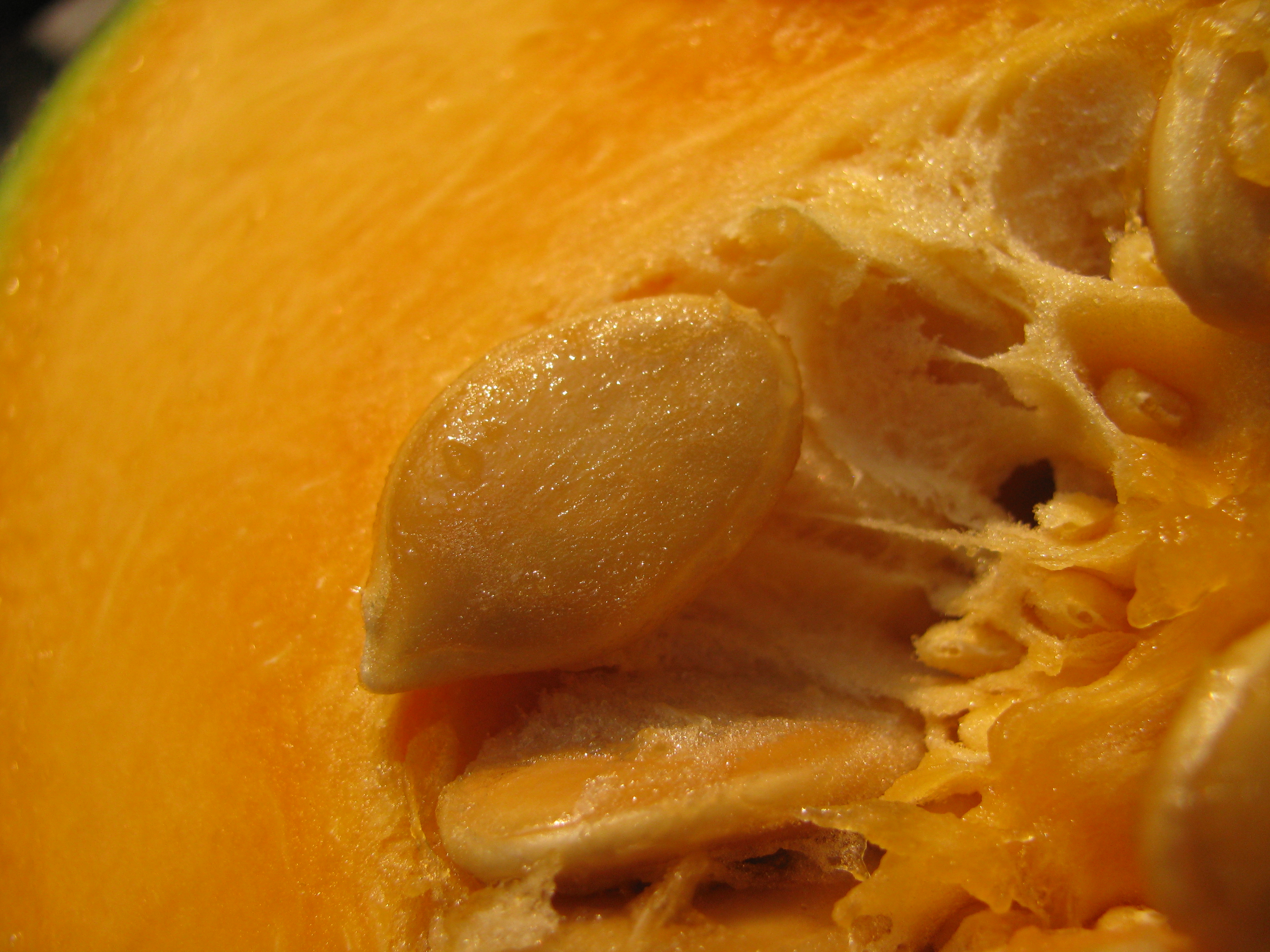
Розріз сорту Славута
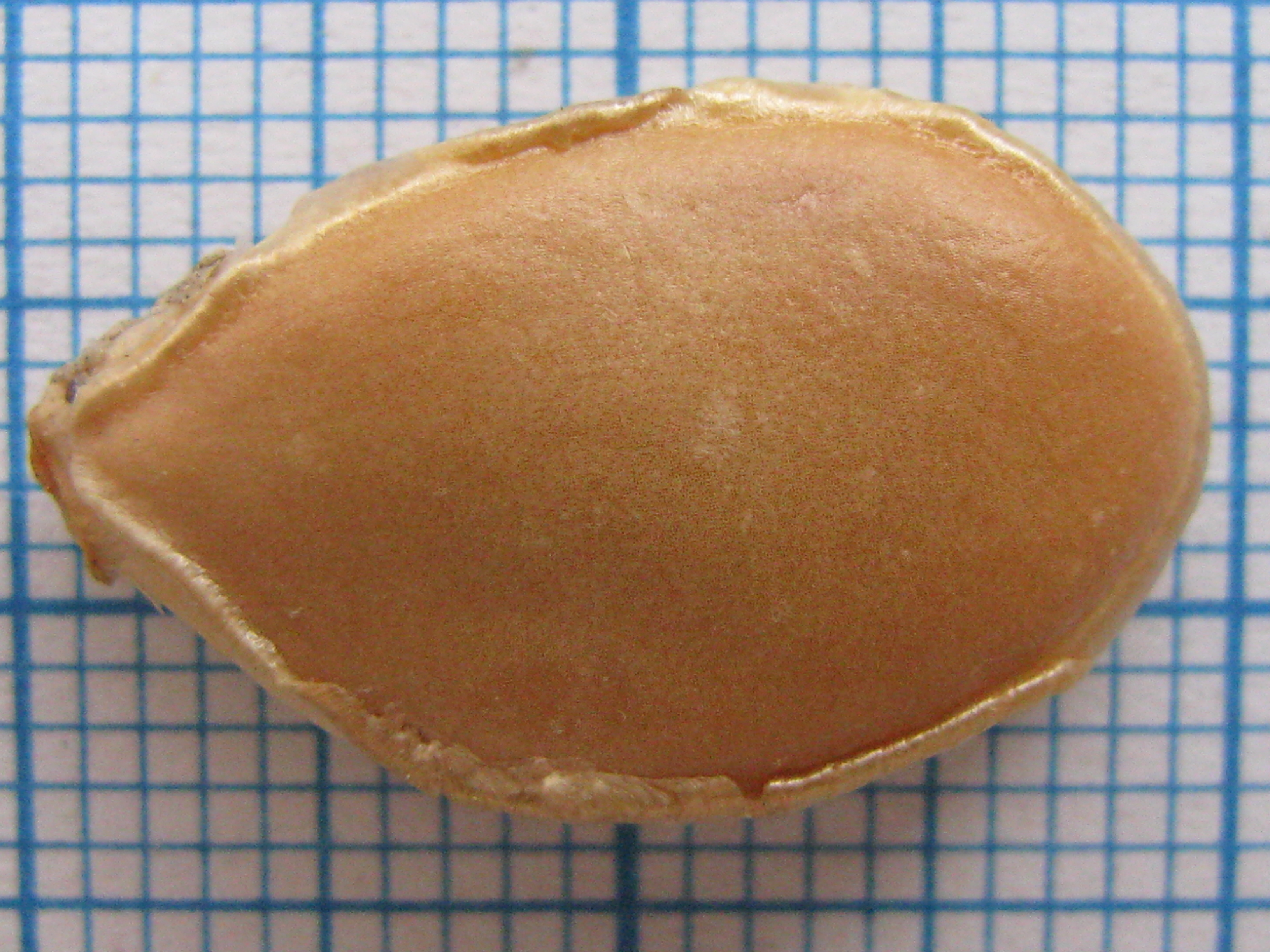
Насінина сорту Славута
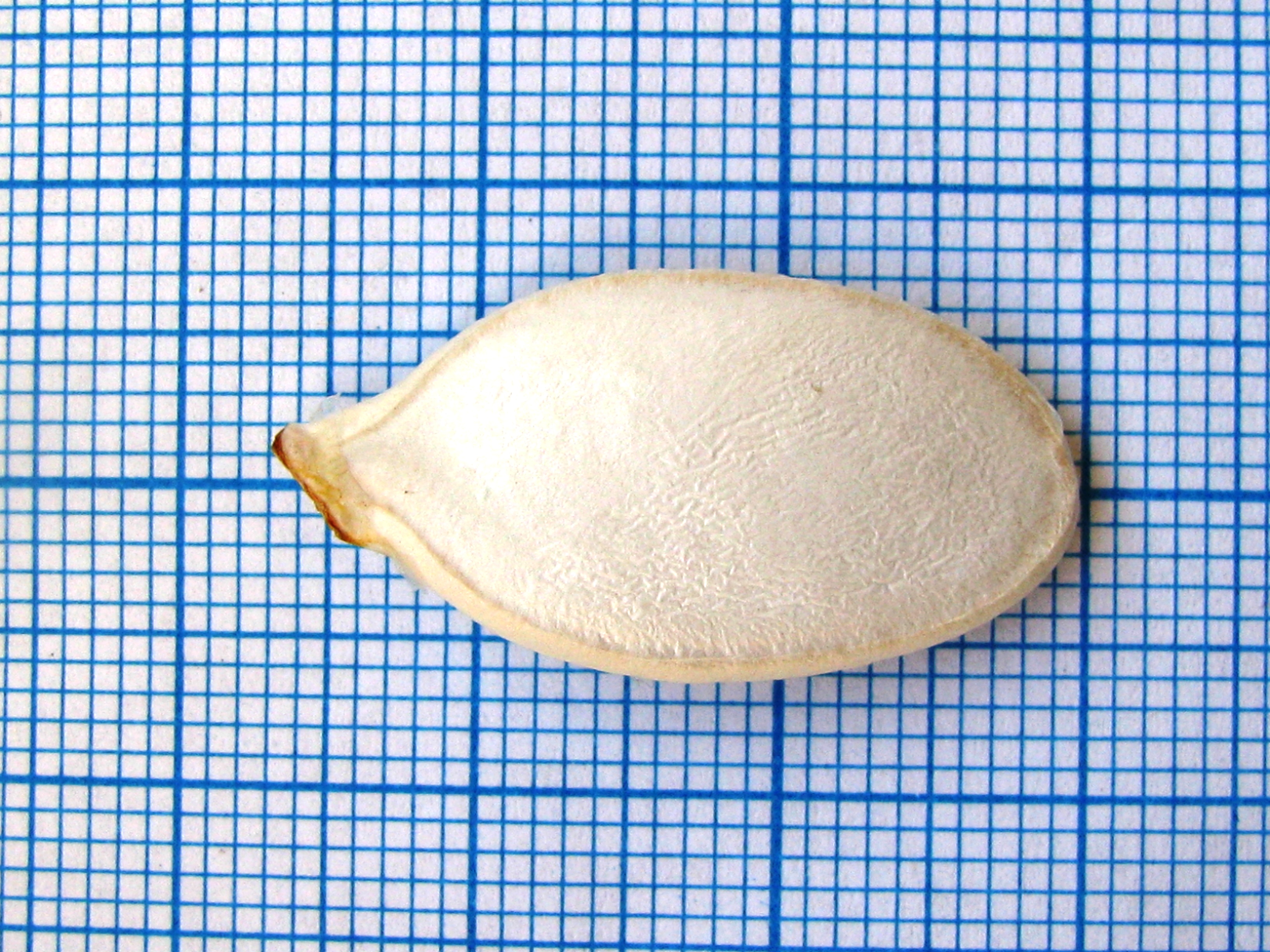
Насінина сорту Валок
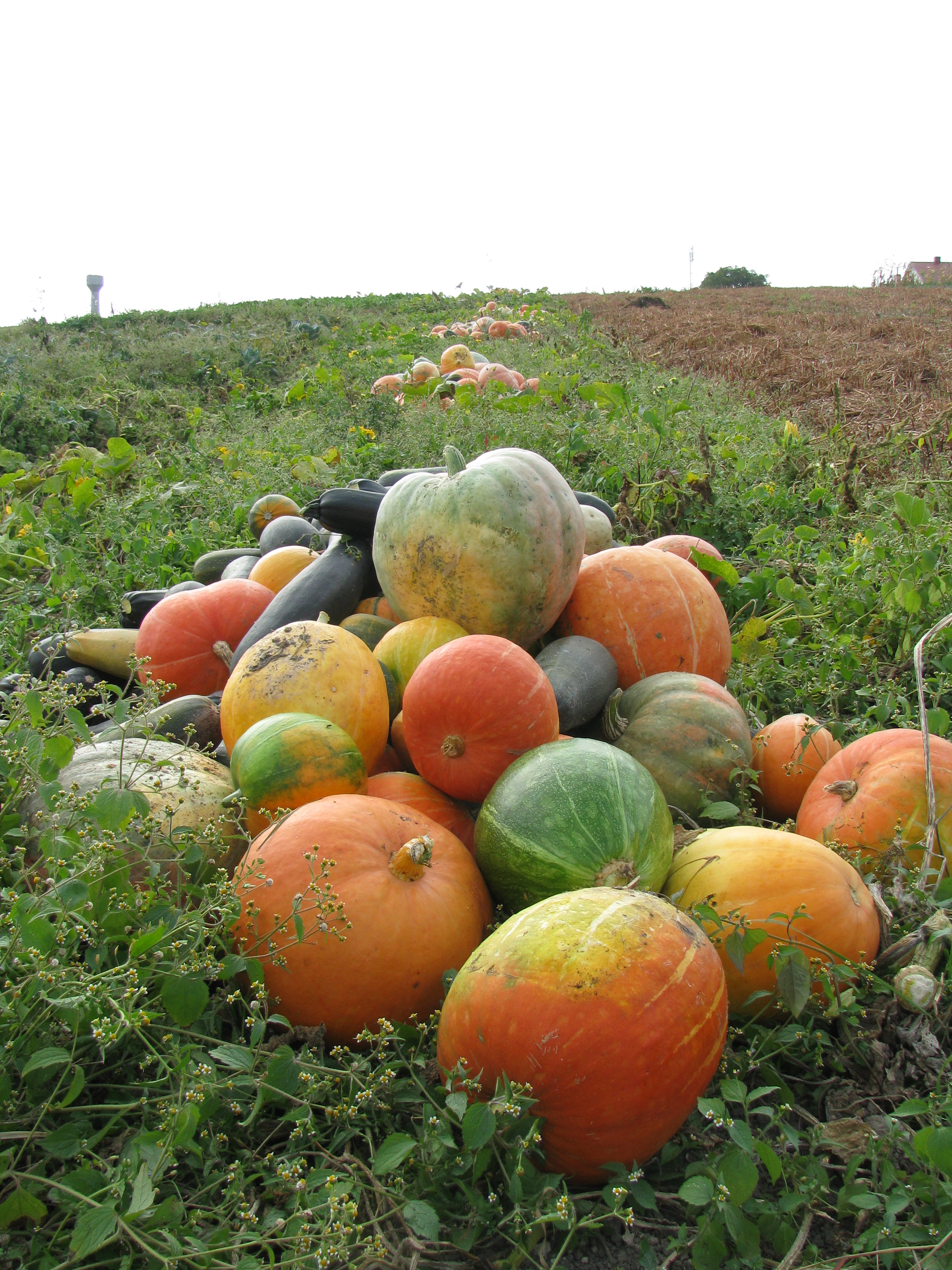
Щедрий щорічний врожай

## Див.також
- Хоккайдо (гарбуз)